# Alphonse Borras
Pour les articles homonymes, voir Borras.
Alphonse Borras, né le 24 juillet 1951 à Liège, est un prêtre catholique, canoniste et théologien belge. Vicaire général  de l'évêché de Liège jusqu'en décembre 2020, spécialiste de la théologie du diaconat, il a notamment enseigné à l'université catholique de Louvain et à l'Institut catholique de Paris.

## Biographie

### Formation
Alphonse Borras est né à Liège le 24 juillet 1951 dans le quartier d'Outremeuse, au sein d'une famille de négociants en fruits d'origine espagnole. Il fait ses humanités au collège Saint-Louis de Liège avant d'entrer au séminaire de Saint-Trond qu'il quitte après un an pour entamer des études de droit à l'université de Louvain-la-Neuve de 1970 à 1972, y obtenant ses candidatures.
Il se rend ensuite à Rome de 1972 à 1977 pour étudier la théologie puis, après avoir été ordonné prêtre en 1976, de 1981 à 1984 pour obtenir une licence en droit canonique. En 1985, il obtient un doctorat de l'université pontificale grégorienne dans cette discipline avec une thèse consacrée à L’excommunication dans le nouveau code, publiée chez Desclée. Entre-temps, à Liège, il est responsable des Jeunesse étudiante chrétienne et aumônier de différentes troupes scoutes locales avant de devenir curé de paroisse en 1987.

### Enseignement et vicariat
À partir de 1986, il enseigne l'ecclésiologie et le droit canonique au séminaire épiscopal de Liège, à partir de 1990 à la Faculté de théologie des Jésuites de Bruxelles, puis, à partir de 1996, à l’université catholique de Louvain. Auteur de deux ouvrages faisant autorité en droit canonique pénal,  il est également chargé d’enseignement à la faculté de droit canonique de l'Institut catholique de Paris entre 2001 et 2016.
Spécialiste reconnu du diaconat ou encore des rapports entre laïcat et ministères ecclésiastiques, conférencier et auteur de nombreuses publications, il est également secrétaire de la société belge francophone de l'Association européenne de théologie catholique (AETC).
Le 3 juin 2001, le nouvel évêque de Liège Aloys Jousten le nomme vicaire général du diocèse de Liège, une fonction qu'il occupe près de vingt ans avant qu'il souhaite être relevé de sa charge et soit remplacé en juin 2020 par Éric de Beukelaer.
En 2021, il figure parmi les vingt-cinq membres de la commission théologique, en charge d’assister à partir de septembre le secrétariat du Synode des évêques pour la préparation du synode sur la synodalité, en vue du 16e synode ordinaire des évêques à Rome en 2023 ,. Lors du synode épiscopal d'octobre 2024, il fait partie de la dizaine de consulteurs du secrétariat général.